# 三仁汤
三仁汤，一方出自清朝的《温病条辨》，是祛湿剂中清热祛湿的方剂，有宣畅气机，清热利湿的功效，可以主治湿重于热之湿温病。可见的症状有：头痛恶痛，身重疼痛，胸闷不饥，午后身热，面色淡黄，舌白不渴，脉弦细而濡。
本方共有8味药组成，分别是：杏仁、白蔻仁、薏苡仁、半夏、厚朴、滑石、通草、淡竹葉。

## 方義
根据中医方剂学认为。导致湿温初起及暑温夹湿的原因是湿温初起，邪气留恋气分。所以方中杏仁入肺经，宣统上焦肺气，使气化则湿化；白蔻仁芳香库辛，行气化湿，宣畅中焦；薏苡仁渗湿健脾，利湿消肿，疏导下焦。而半夏可以燥湿化痰，消痞散结与厚朴共同下气除满。最后滑石，通草，竹叶甘寒淡渗，清利下焦。

## 现代研究
适用于肠伤寒、肾盂肾炎、布氏杆菌病以及关节炎等属湿重于热者。

## 附方
- 藿朴夏苓汤，由藿香，厚朴，半夏，赤苓，杏仁，生薏苡仁，白蔻仁，猪苓，通草，泽泻，淡豆豉组成，有解表化湿的功用。
- 黄芩滑石汤，由黄芩，滑石，茯苓皮，大腹皮，白蔻仁，通草，猪苓组成。同样具有清热利湿的功效。

## 外部連結
- 三仁湯 （页面存档备份，存于） 中藥方劑圖像數據庫 (香港浸會大學中醫藥學院) （中文）（英文）